# Ачхам (район)

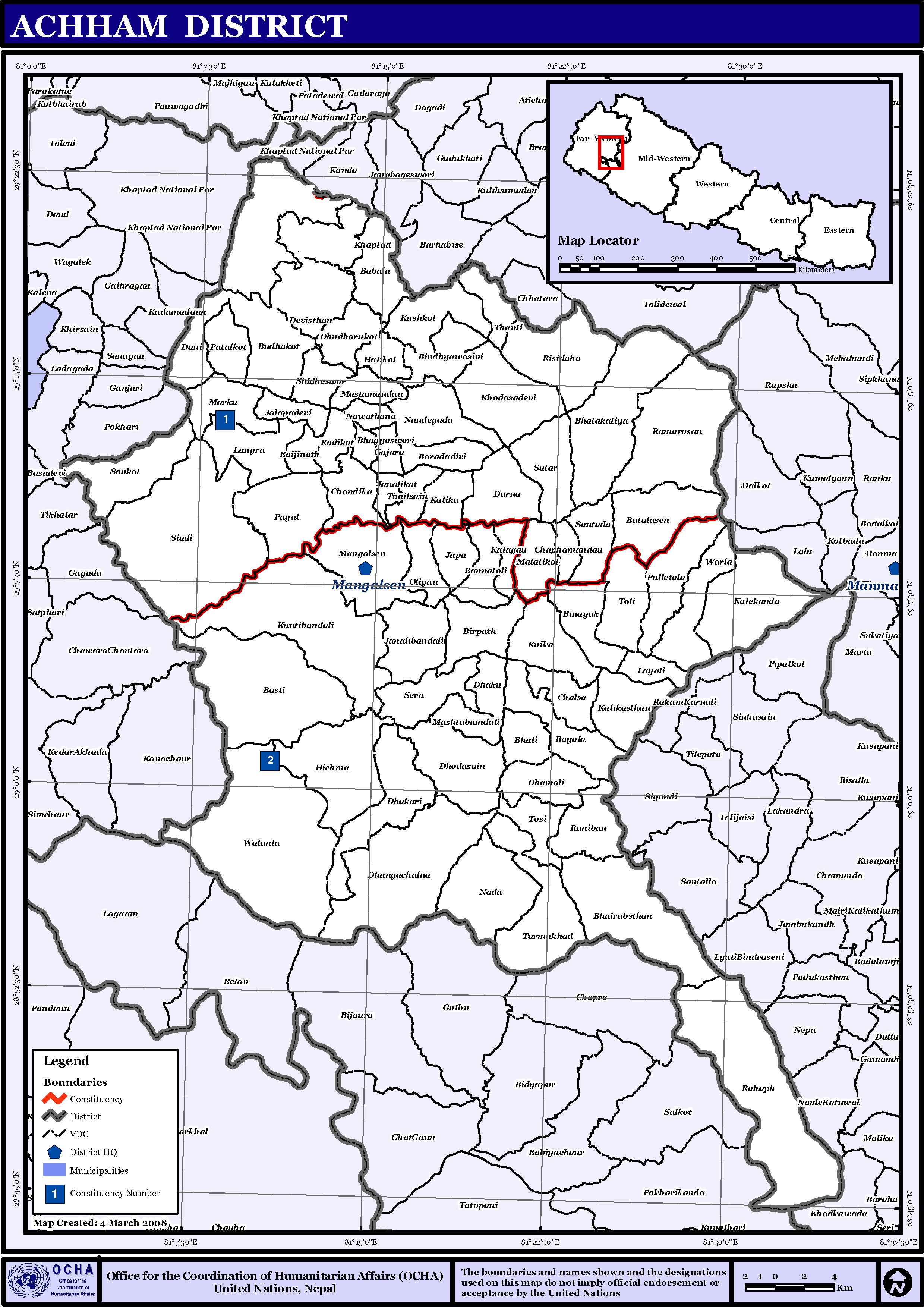
Ачхам

Ачхам (непальск. अछाम जिल्ला) — один из 75 районов Непала. Входит в состав зоны Сетхи, которая, в свою очередь, входит в состав Дальнезападного региона страны.
На западе граничит с районом Доти, на севере — с районами Баджханг и Баджура, на северо-востоке — с районом Каликот зоны Карнали, на востоке и юге — с районами Дайлекх и Суркхет зоны Бхери. Площадь района — 1692 км². Административный центр — город Мангалсен.
Население по данным переписи 2011 года составляет 257 477 человек, из них 120 008 мужчин и 137 469 женщин. По данным переписи 2001 года население насчитывало 231 285 человек.